# Luossaberg (noord)
De Luossaberg, Zweeds: Luossavaara, Noord-Samisch: Luossavárri,  is een berg annex heuvel in het noorden van Zweden. De berg is naar het Luossameer genoemd, Luossa komt uit een dialect van het Saami en betekent zalmforel. De berg ligt in de gemeente Kiruna 50 kilometer ten noorden van de stad Kiruna, 15 km van het oosten van het Torneträsk en 20 km van de grens met Noorwegen in onherbergzaam gebied. Er heeft in tegenstelling tot de Luossaberg bij Kiruna geen mijnbouw plaats gevonden. Er komen in de omgeving van de Luossaberg wandeltoeristen en Saami met hun rendieren en er zitten in de zomer veel muggen en in de herfst zijn dat knutten.